# 17 april
17 april is de 107de dag van het jaar (108ste dag in een schrikkeljaar) in de gregoriaanse kalender. Hierna volgen nog 258 dagen tot het einde van het jaar.

## Gebeurtenissen
- Algemeen
  - 69 – Otho pleegt zelfmoord, Aulus Vitellius Germanicus wordt als princeps (cf. keizer) geïnstalleerd en ontbindt de pretoriaanse garde.
  - 1492 – Columbus ondertekent een contract om voor Spanje via de westroute naar Indië te varen voor specerijen.
  - 1987 – De Philipsdam wordt gesloten. Daarmee zijn de Deltawerken voltooid.
  - 2019 – Bij een ongeluk met een touringcar op Madeira komen 29 Duitsers om het leven.
- Criminaliteit en veiligheid
  - 1996 – Levenslang voor Lyle en Erik Menendez uit Los Angeles, die hun welgestelde ouders hebben vermoord. Ter verdediging voerden ze aan dat hun misdaad werd ingegeven door jarenlang misbruik door hun ouders.
- Media
  - 1985 – Omroepstaking in Nederland: geen radio- en tv-uitzendingen.
  - 1993 – Dagblad van het Oosten verschijnt voor het laatst. Abonnees krijgen voortaan de Almelose editie van Tubantia.
  - 2011 – Het eerste seizoen van Game of Thrones wordt uitgezonden op de Amerikaanse zender HBO.[1]
- Oorlog
  - 1573 – Slag bij Vlissingen, een zeeslag tijdens de Tachtigjarige Oorlog.
  - 1915 – Zware mijnladingen worden onder de Duitse stellingen op Hill 60 tot ontploffing gebracht, het begin van de Tweede Slag om Ieper.
  - 1941 – Het Koninkrijk Joegoslavië wordt door de bezetters opgeheven.
  - 1945 – De Wieringermeer wordt door de Duitsers onder water gezet.
  - 1945 – Apeldoorn wordt bevrijd.
  - 1975 – De Rode Khmer valt de Cambodjaanse hoofdstad Phnom Penh binnen. Pol Pot wordt premier van Cambodja.
  - 1986 – Een symbolisch vredesverdrag wordt getekend, waarmee er een officieel einde kwam aan de Driehonderdvijfendertigjarige Oorlog tussen de Scilly-eilanden en Nederland.
- Politiek
  - 1946 – Syrië wordt onafhankelijk van Frankrijk.
  - 1961 – Mislukte invasie in de Varkensbaai (Cuba).
  - 1971 – Bangladesh roept de onafhankelijkheid uit.
  - 2011 – De Finnenpartij krijgt 19,1% van de stemmen bij de parlementaire verkiezingen in Finland en is daarmee de grote winnaar.
- Recreatie
  - 1958 – Expo '58 in Brussel opent haar deuren.
  - 2013 – Musée Grévin Montreal opent zijn deuren.
- Religie
  - 1842 – Bisschopswijding van Joannes Zwijsen, coadjutor van de Apostolisch vicaris van Bisdom 's-Hertogenbosch, in de Sint-Dionysiuskerk te Tilburg.
  - 2003 – Encycliek Ecclesia de Eucharistia van Paus Johannes Paulus II over de Eucharistie.
- Sport
  - 1957 – Oprichting van de Poolse voetbalclub Flota Świnoujście.
  - 1966 – De honderdste interland-voetbalwedstrijd tussen Nederland en België vindt plaats. Nederland wint met 3-1.
  - 1971 – Het Nederlands vrouwenvoetbalelftal speelt de eerste officiële interland. In Hazebroek wordt met 4-0 verloren van Frankrijk.
  - 1971 – Voetballer Willem van Hanegem maakt namens Feyenoord in het duel tegen Excelsior drie doelpunten in zes minuten.
  - 1988 – Adrie van der Poel wint de wielerklassieker Luik-Bastenaken-Luik.
  - 1995 – Oprichting van de Amerikaanse voetbalclub San Jose Earthquakes.
  - 2005 – Na de voetbalwedstrijd Feyenoord-Ajax zijn er hevige rellen tussen supporters van beide clubs.
  - 2005 – Opening van de Borås Arena, een voetbalstadion in het Zweedse Borås.
  - 2016 – Enrico Gasparotto wint voor de tweede keer de Amstel Gold Race.
  - 2022 – Dylan van Baarle wint de 119e Parijs-Roubaix.[2] De Belg Wout van Aert wordt tweede en de Zwitser Stefan Küng completeert het erepodium.
  - 2022 – PSV wint de Toto KNVB Beker door Ajax met 2-1 te verslaan in De Kuip.[3]
- Wetenschap en technologie
  - 1970 – Veilige terugkeer Apollo 13, na een bijna-ramp in de ruimte.[4]
  - 2024 – Lancering van een Falcon 9 raket van SpaceX vanaf Kennedy Space Center Lanceercomplex 39 voor de Starlink Group 6-51 missie met 23 Starlink satellieten.[5]

## Geboren

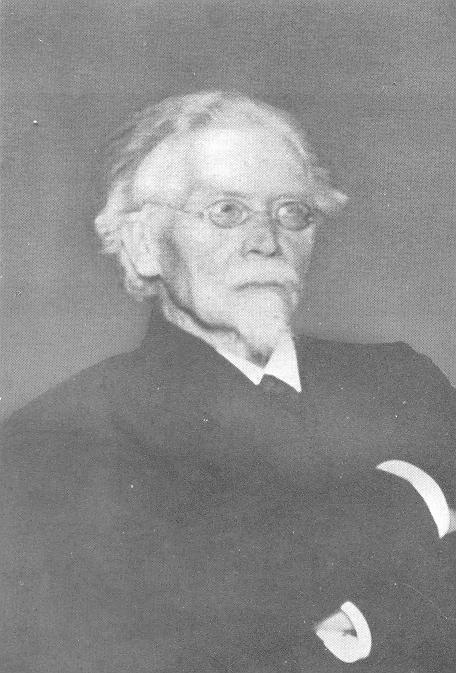
Gerard Heymans
geboren in 1857

William Holden
geboren in 1918

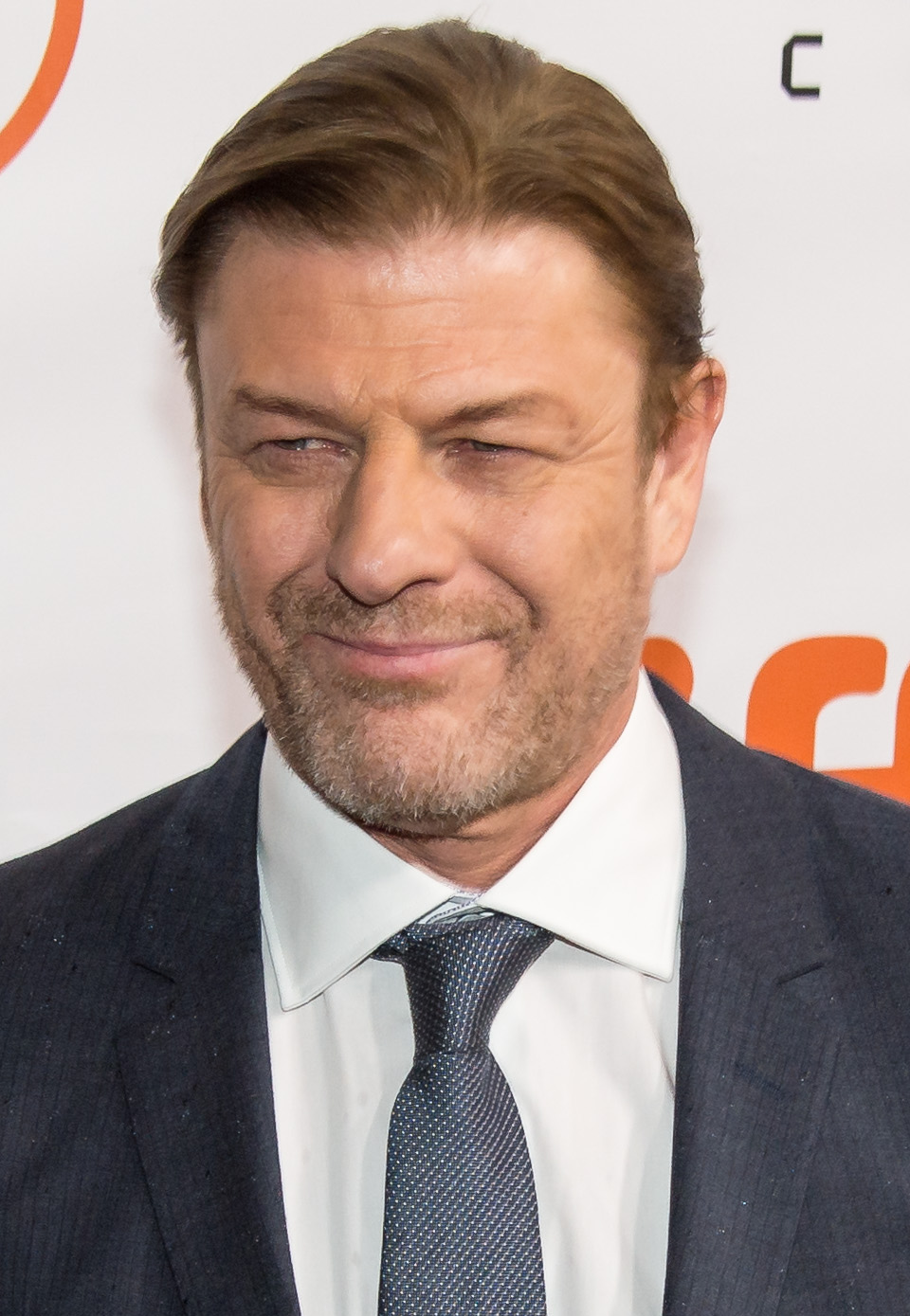
Sean Bean
geboren in 1959

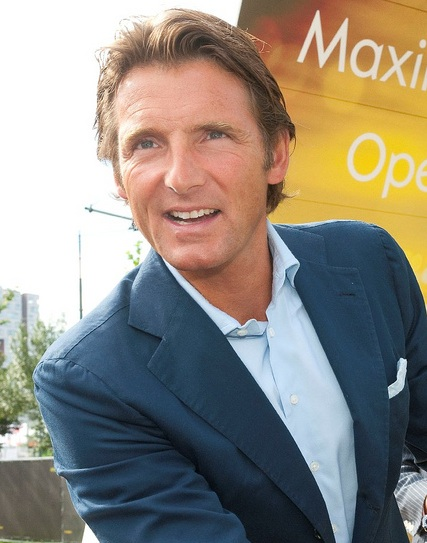
Prins Maurits
geboren in 1968

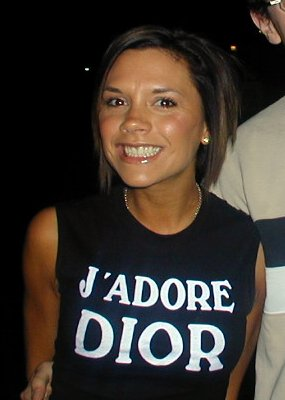
Victoria Beckham
geboren in 1974

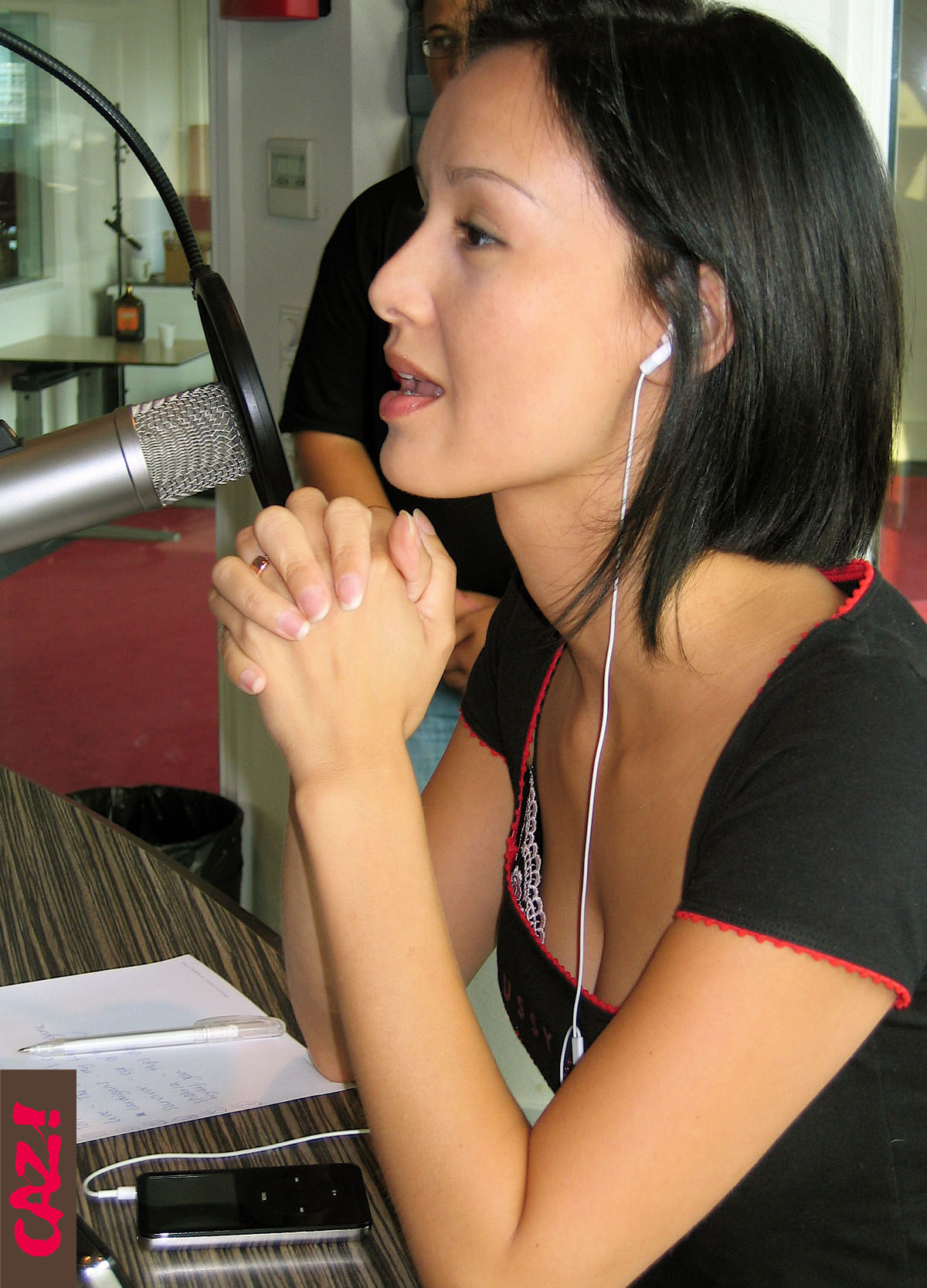
Jennifer de Jong
geboren in 1976

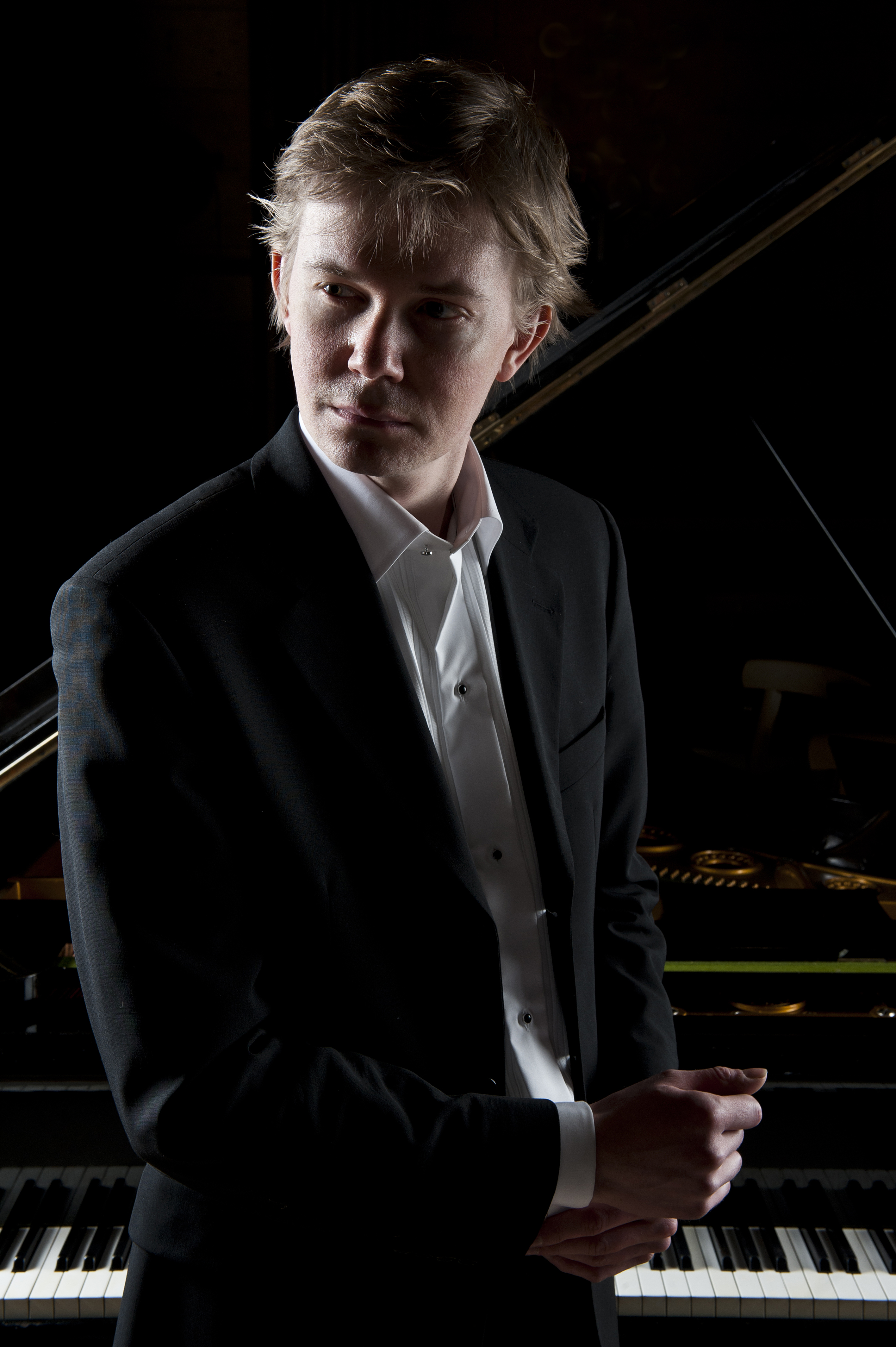
Frederik Magle
geboren in 1977

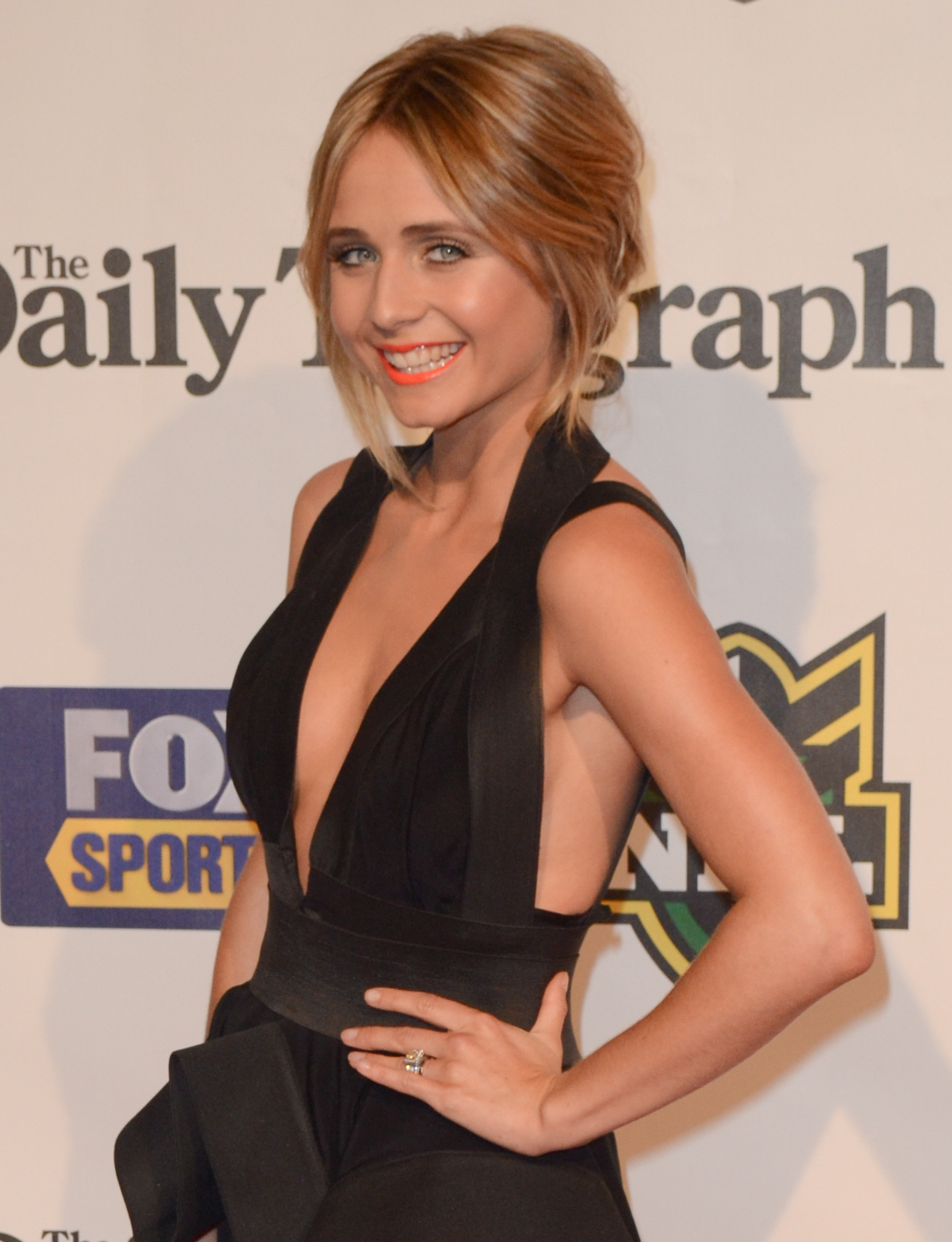
Tessa James
geboren in 1991

- 1278 – Michaël IX Palaiologos, Byzantijns keizer (overleden 1320)
- 1597 – Maximiliaan I, keurvorst van Beieren (overleden 1651)
- 1622 – Henry Vaughan, Welsh schrijver en arts (overleden 1695)
- 1666 – François Valentijn, Nederlands dominee en schrijver (overleden 1727)
- 1676 – Frederik I van Zweden, Zweeds vorst (overleden 1751)
- 1734 – Taksin de Grote, koning van Siam (overleden 1782)
- 1769 – Nicolas Rouppe, Belgisch politicus (overleden 1838)
- 1820 – Johan Gottfried Conradi, Noors componist (overleden 1896)
- 1833 – Jean-Baptiste Accolay, Belgisch violist, componist en pedagoog (overleden 1900)
- 1837 – J. P. Morgan, Amerikaans bankier en kunstverzamelaar (overleden 1913)
- 1842 – Maurice Rouvier, Frans politicus (overleden 1911)
- 1851 – Patricius Hoefnagels, Belgisch politicus (overleden 1920)
- 1857 – Gerard Heymans, Nederlands filosoof, logicus en psycholoog (overleden 1930)
- 1857 – Aniceto Lacson, Filipijns suikerbaron, grootgrondbezitter en revolutionair (overleden 1931)
- 1867 – Auguste Oleffe, Belgisch kunstschilder (overleden 1931)
- 1877 – Geesje Kwak, Nederlands model (overleden 1899)
- 1882 – Artur Schnabel, Oostenrijks pianist en componist (overleden 1951)
- 1888 – Jan Vos, Nederlands voetballer (overleden 1939)
- 1885 – Karen Blixen, Deens schrijfster (overleden 1962)
- 1894 – Nikita Chroesjtsjov, Sovjet-politicus en partijleider (overleden 1971)
- 1894 – Jenő Hégner-Tóth, Hongaars waterpolospeler (overleden 1915)
- 1897 – Antoon Coolen, Nederlands schrijver (overleden 1961)
- 1897 – Thornton Wilder, Amerikaans auteur (overleden 1975)
- 1899 – Gerard Debaets, Belgisch wielrenner (overleden 1959)
- 1901 – Bernard Carp, Nederlands zeiler (overleden 1966)
- 1902 – Anton Beuving, Nederlands tekstschrijver (overleden 1977)
- 1902 – Cy Marshall, Amerikaans autocoureur (overleden 1974)
- 1904 – Cor van Gelder, Nederlands zwemster (overleden 1969)
- 1909 – Hubert Leynen, Belgisch journalist, schrijver en politicus (overleden 1997)
- 1909 – Alain Poher, Frans politicus (overleden 1996)
- 1911 – George Seaton, Amerikaans regisseur en scenarioschrijver (overleden 1979)
- 1912 – Marta Eggerth, Hongaars-Amerikaans actrice en operettezangeres (overleden 2013)
- 1914 – Evelyn Furtsch, Amerikaans atlete (overleden 2015)
- 1916 – Sirimavo Bandaranaike, 's werelds eerste vrouwelijke premier (overleden 2000)
- 1916 – Helenio Herrera, Argentijns voetballer en voetbaltrainer (overleden 1997)
- 1917 – Bill Clements, Amerikaans politicus (overleden 2011)
- 1918 – William Holden, Amerikaans acteur (overleden 1981)
- 1919 – Osvaldo Dorticós Torrado, Cubaans president (overleden 1983)
- 1919 – Chavela Vargas, Costa Ricaans Mexicaans zangeres en songwriter (overleden 2012)
- 1920 – Karel Verleye, Belgisch filosoof (overleden 2002)
- 1921 – Sergio Sollima, Italiaans filmregisseur (overleden 2015)
- 1923 – Lindsay Anderson, Brits filmregisseur (overleden 1994)
- 1923 – Albertus Frederik Johannes Klijn, Nederlands theoloog en hoogleraar (overleden 2012)
- 1925 – Benjamin Jacques Asscher, Nederlands jurist, advocaat en rechter (overleden 2008)
- 1927 – Margot Honecker, Oost-Duits politica (overleden 2016)
- 1927 – Ad Ploeg, Nederlands politicus (overleden 1994)
- 1929 – James Last, Duits orkestleider (overleden 2015)
- 1930 – Chris Barber, Engels jazztrombonist en bandleider (overleden 2021)
- 1930 – Frans Künen, Nederlands atleet (overleden 2011)
- 1931 – Bill Ramsey, Duits-Amerikaans jazz- en schlagerzanger (overleden 2021)
- 1933 – Joachim Kroll, Duits moordenaar (overleden 1991)
- 1933 – Berting Labra, Filipijns acteur (overleden 2009)
- 1934 – Brian Gubby, Amerikaans autocoureur
- 1935 – Jules Royaards, Nederlands acteur
- 1935 – Grigori Sanakojev, Russisch schaker (overleden 2021)
- 1936 – Willy Lauwers, Belgisch wielrenner (overleden 1959)
- 1937 – Zoltán Berczik, Hongaars tafeltennisser (overleden 2011)
- 1937 – Guus Haak, Nederlands voetballer
- 1937 – Ferdinand Piëch, Oostenrijks industrieel (overleden 2019)
- 1938 – Rolf Kalmuczak, Duits schrijver (overleden 2007)
- 1939 – Ireneus I van Jeruzalem, Grieks-orthodox patriarch van Jeruzalem (overleden 2023)
- 1940 – Agostino Vallini, Italiaans curiekardinaal
- 1942 – Joost Boks, Nederlands hockeyspeler (overleden 2020)
- 1942 – David Bradley, Brits acteur
- 1943 – Jahangir Butt, Pakistaans hockeyer (overleden 2021)
- 1944 – Matthijs van Heijningen, Nederlands filmproducent
- 1945 – Nicolay Apollyon, Noors componist
- 1945 – Tony Crane, Engels zanger, gitarist en songwriter
- 1945 – Olavi Litmanen, Fins voetballer
- 1945 – Lionel Snell, Engels filosoof, uitgever en occultist
- 1947 – Milou Hermus, Nederlands beeldend kunstenares (overleden 2021)
- 1947 – Rainer Küschall, Zwitsers paralympisch sporter en ontwerper
- 1947 – Gerry van der Velden, Nederlands beeldhouwer
- 1948 – Joep Geraedts, Nederlands hoogleraar en wetenschapper (overleden 2022)
- 1948 – Jan Hammer, Tsjechisch-Amerikaans muzikant en componist
- 1950 – Cristina Ortiz, Braziliaans pianiste
- 1950 – L. Scott Caldwell, Amerikaans actrice
- 1951 – Horst Hrubesch, Duits voetballer en voetbalcoach
- 1951 – Olivia Hussey, Argentijns-Brits actrice (overleden 2024)
- 1951 – Börje Salming, Zweeds ijshockeyspeler (overleden 2022)
- 1952 – Marcel Roofthoofd, Belgisch schaker
- 1953 – Chan Kin Man, Macaus autocoureur
- 1954 – Riccardo Patrese, Italiaans Formule 1-coureur
- 1954 – Roddy Piper, Canadees acteur en professioneel worstelaar (overleden 2015)
- 1955 – Paul van Loon, Nederlands schrijver van kinderboeken
- 1956 – Geert Spillebeen, Belgisch journalist en schrijver
- 1957 – Teri Austin, Canadees actrice
- 1957 – Jan Zaanen, Nederlands theoretisch natuurkundige (overleden 2024)
- 1959 – Sean Bean, Brits acteur
- 1959 – Robbert Meeder, Nederlands journalist en radiopresentator
- 1959 – Li Meisu, Chinees atlete
- 1960 – Marjet Huiberts, Nederlands kinderboekenschrijfster
- 1960 – William Moorlag, Nederlands politicus en vakbondsbestuurder
- 1960 – Roberto Pérez, Boliviaans voetballer (overleden 2024)
- 1961 – Jules Maaten, Nederlands politicus
- 1961 – Tjako van Schie, Nederlands pianist, componist en correpetitor
- 1964 – Maynard James Keenan, Amerikaans rock en metalmuzikant
- 1964 – Raymond van de Klundert, Nederlands schrijver
- 1964 – Bart Van den Bossche, Belgisch zanger en presentator (overleden 2013)
- 1965 – Joris Lutz, Nederlands acteur en presentator
- 1965 – Peter Wells, Brits schaker
- 1966 – Bart Laeremans, Belgisch politicus
- 1966 – Serge Ramaekers, Belgisch muziekproducer, dj en auteur
- 1967 – Paul Nanne, Nederlands honkballer en honkbalcoach
- 1968 – Ornella Ferrara, Italiaans atlete
- 1968 – Aki Hyryläinen, Fins voetballer
- 1968 – Eric Lamaze, Canadees ruiter
- 1968 – Prins Maurits, Nederlands prins
- 1969 – Eeke van Nes, Nederlands roeister
- 1970 – Jacek Mickiewicz, Pools wielrenner
- 1970 – Redman, Amerikaans rapper
- 1971 – José Cevallos, Ecuadoraans voetbaldoelman
- 1971 – Guillaume Depardieu, Frans acteur (overleden 2008)
- 1972 – Jennifer Garner, Amerikaans actrice
- 1972 – Eddy van Hijum, Nederlands bestuurskundige en politicus
- 1972 – Yuichi Nishimura, Japans voetbalscheidsrechter
- 1972 – Macha van der Vaart, Nederlands hockeyster
- 1972 – Jarkko Wiss, Fins voetballer en voetbalcoach
- 1973 – Ross Aloisi, Australisch voetballer
- 1973 – Maria Kun, Zweeds voetbalster
- 1973 – Martin Neubauer, Oostenrijks schaker
- 1974 – Mikael Åkerfeldt, Zweeds zanger en gitarist
- 1974 – Victoria Beckham, Brits zangeres
- 1974 – Eric van der Linden, Nederlands triatleet
- 1975 – Stefano Fiore, Italiaans voetballer
- 1975 – Tetjana Hladyr, Oekraïens atlete
- 1975 – Jens Timmermans, Nederlands radiodiskjockey
- 1976 – Jennifer de Jong, Nederlands televisiepresentatrice
- 1976 – Monet Mazur, Amerikaans actrice en model
- 1976 – Vladimir Samsonov, Wit-Russisch tafeltennisser
- 1976 – David Verdonck, Belgisch wielrenner
- 1976 – Maurice Wignall, Jamaicaans atleet
- 1977 – Maint Berkenbosch, Nederlands wielrenner
- 1977 – Chad Hedrick, Amerikaans skeeleraar en schaatser
- 1977 – Frederik Magle, Deens componist en pianist
- 1978 – Juan Guillermo Castillo, Uruguayaans voetballer
- 1978 – Hannu Manninen, Fins Noordse combinatieskiër
- 1979 – Marija Šestak, Joegoslavisch/Servisch/Sloveens atlete
- 1979 – Roelof de Vries, Nederlands radiopresentator en journalist
- 1980 – Joanne Carter, Australisch kunstschaatsster
- 1980 – Bayano Kamani, Amerikaans/Panamees atleet
- 1981 – Jenny Meadows, Brits atlete
- 1981 – Michael Mifsud, Maltees voetballer
- 1981 – Katy Satyn, Belgisch zangeres
- 1981 – Chris Thompson, Brits atleet
- 1981 – Thomas Vanderveken, Belgisch presentator
- 1982 – Samson Barmao, Keniaans atleet
- 1982 – Wouter Mol, Nederlands wielrenner
- 1982 – Leonardo Querín, Argentijns handballer
- 1983 – Benoît Bastien, Frans voetbalscheidsrechter
- 1983 – Mustafa Marghadi, Nederlands televisiepresentator
- 1984 – Mathieu Lemoine, Frans ruiter
- 1984 – Palion Zarka, Albanees wielrenner
- 1985 – Jiske Griffioen, Nederlands paralympisch sportster
- 1985 – Kristof Wilke, Duits roeier
- 1986 – Romain Grosjean, Frans autocoureur
- 1986 – Yazaldes Nascimento, Santomees/Portugees atleet
- 1987 – Joost Reijns, Nederlands zwemmer
- 1987 – Jérémy Taravel, Frans voetballer
- 1988 – Daphne Wellens, Belgisch actrice
- 1989 – Aleksandr Enbert, Russisch kunstschaatser
- 1989 – Beau Knapp, Amerikaans acteur
- 1989 – Ralf Seuntjens, Nederlands voetballer
- 1989 – Nicki Thiim, Deens autocoureur
- 1990 – Patrick Beckert, Duits schaatser
- 1990 – Gia Mantegna, Amerikaans actrice
- 1990 – Lukáš Mareček, Tsjechisch voetballer
- 1990 – Sien Wynants, Belgisch televisiepresentatrice
- 1991 – Shayron Curiel, Curaçaos-Nederlands voetballer
- 1991 – Tessa James, Australisch actrice
- 1992 – Shkodran Mustafi, Duits-Albanees voetballer
- 1992 – Mats Seuntjens, Nederlands voetballer
- 1992 – Jasper Stuyven, Belgisch wielrenner
- 1993 – Richard Douma, Nederlands atleet
- 1993 – Cliff Ellsworth, Nederlands atleet
- 1993 – Patricio Gabarrón, Spaans voetballer
- 1993 – Race Imboden, Amerikaans schermer
- 1993 – Eva Lagrange, Zweeds schaatsster
- 1993 – Robin Lod, Fins voetballer
- 1993 – Sindre Lunke, Noors wielrenner
- 1994 – Laurien Poelemans, Belgisch actrice
- 1995 – Cor, Nederlands rapper
- 1995 – François Marquet, Belgisch voetballer
- 1995 – Clark Smith, Amerikaans zwemmer
- 1995 – Joy Sunday, Amerikaans actrice
- 1996 – Dee Dee Davis, Amerikaans actrice
- 1996 – Tony van Diepen, Nederlands atleet
- 1996 – Inessa Kaagman, Nederlands voetbalster
- 1997 – Tilen Bartol, Sloveens schansspringer
- 1997 – Lindsay Brewer, Amerikaans autocoureur en model
- 1997 – Philipp Ochs, Duits voetballer
- 1997 – Thomas Verhoeven, Nederlands zwemmer
- 1998 – Matevos Isaakjan, Russisch autocoureur
- 1998 – Anna Gerhardt, Duits voetbalster
- 1998 – Kévin Soni, Kameroens voetballer
- 1998 – Anna Odine Strøm, Noors schansspringster
- 1999 – Isadee Jansen, Nederlands model
- 1999 – Sam Kerr, Schots voetbalster
- 1999 – Kazuto Kotaka, Japans autocoureur
- 2000 – Justine Goossens, Belgisch atlete
- 2001 – Christian Braun, Amerikaans basketballer
- 2002 – Roos Hop, Nederlands voetbalster
- 2003 – Milicia Keijzer, Nederlands voetbalster
- 2005 – Niels Laros, Nederlands atleet
- 2005 – Joseph Loake, Brits autocoureur
- 2008 – Gavin Warren, Amerikaans acteur

## Overleden

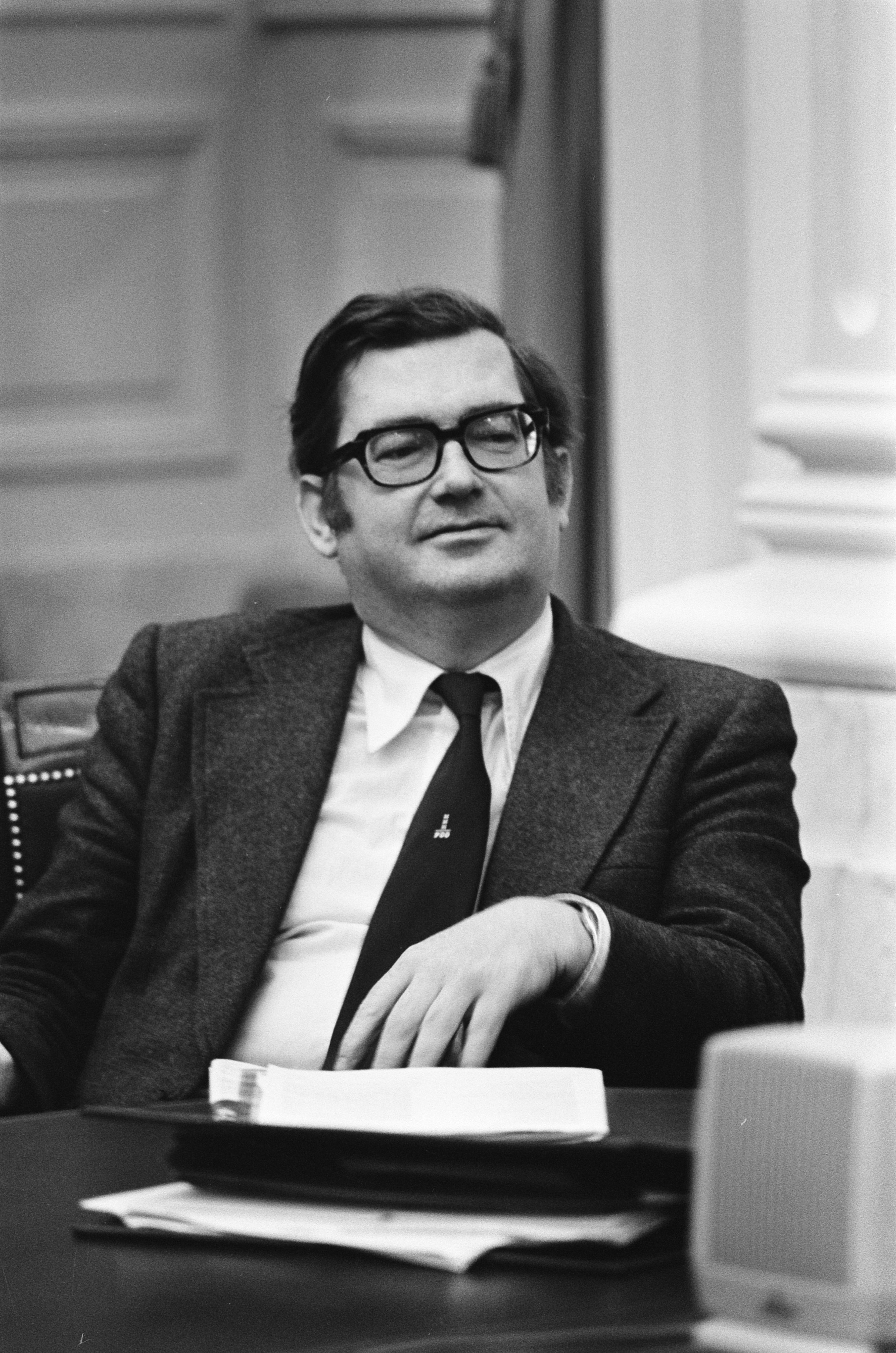
Hans Gruijters
overleden in 2005

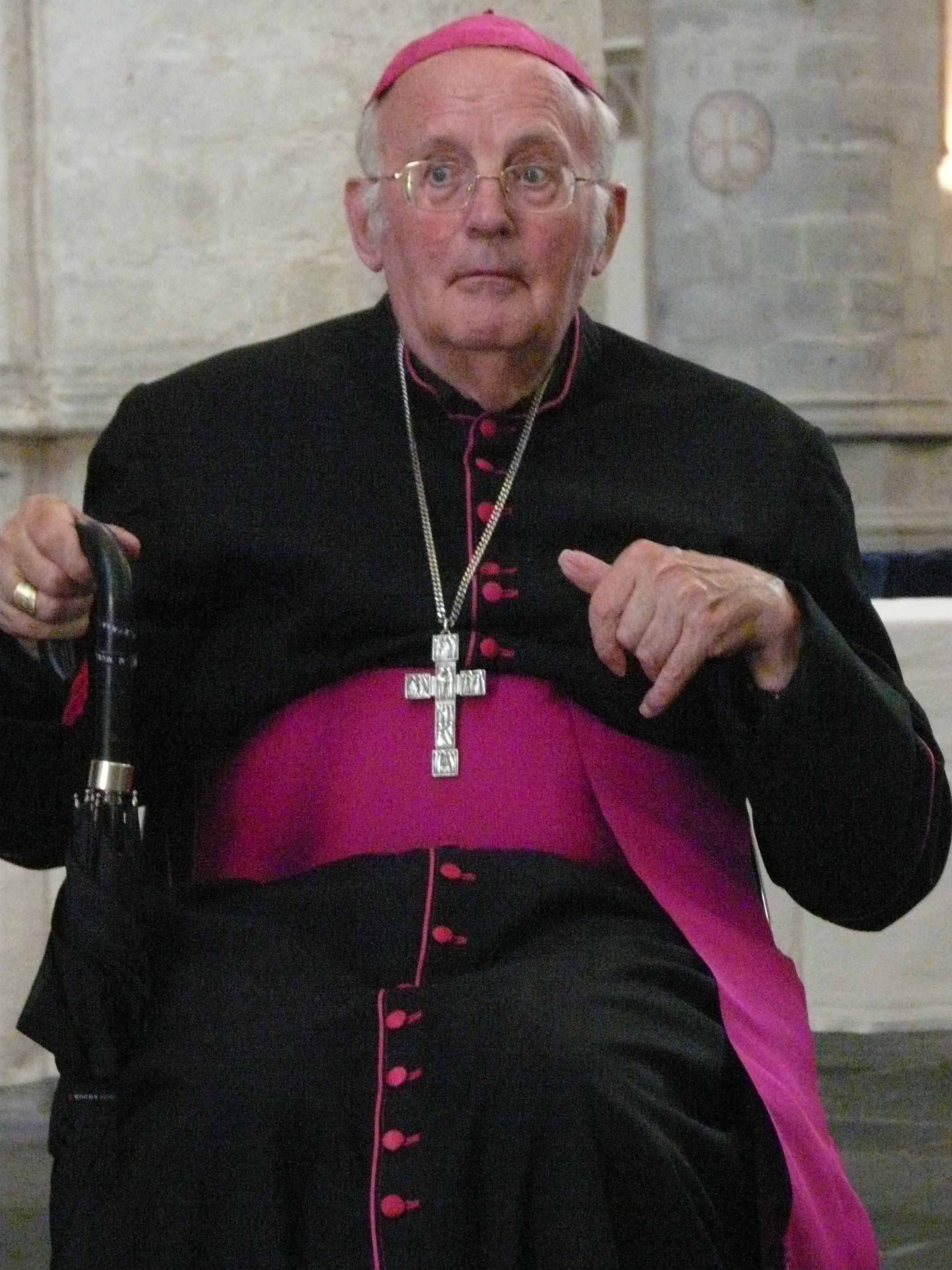
Tiny Muskens
overleden in 2013

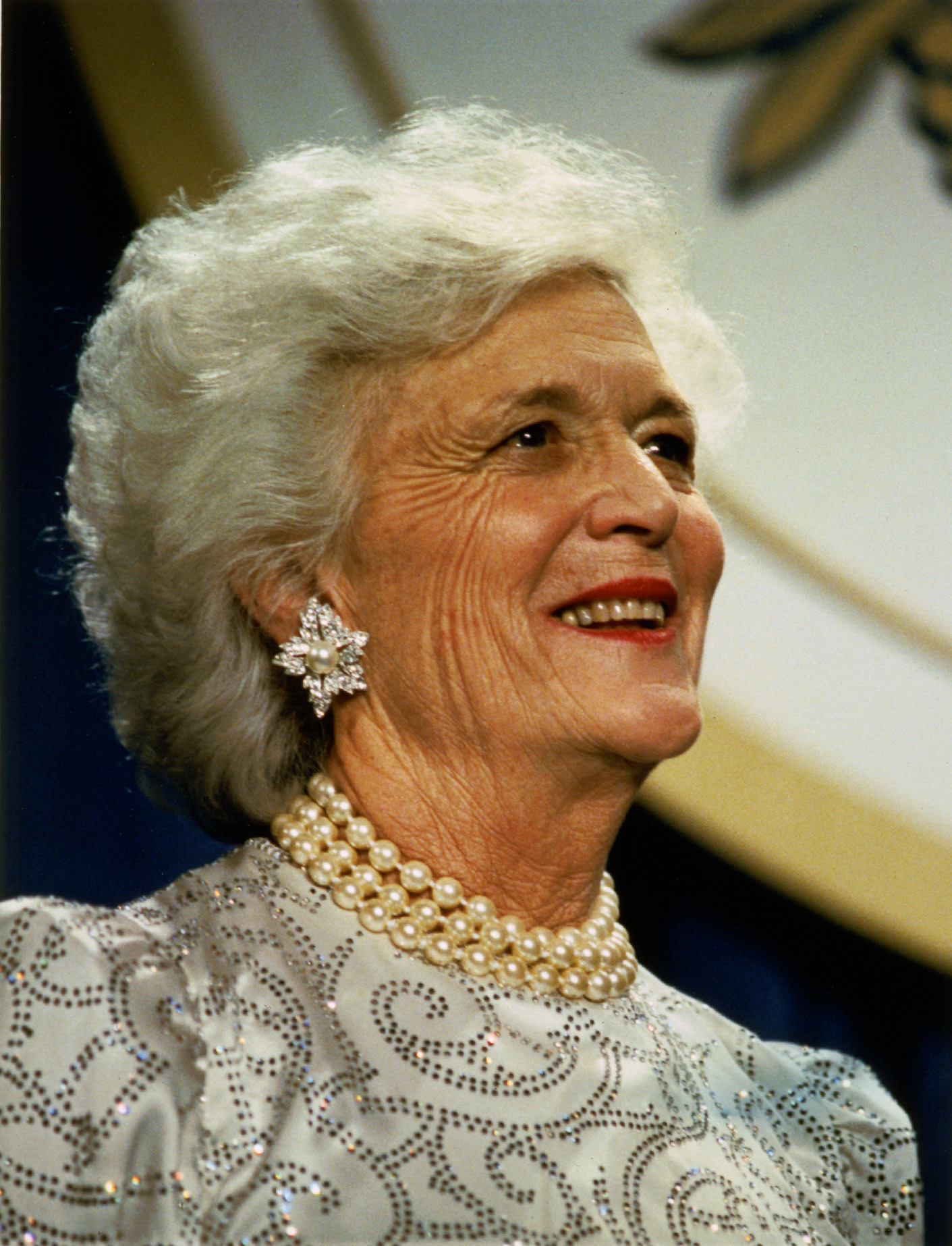
Barbara Bush
overleden in 2018

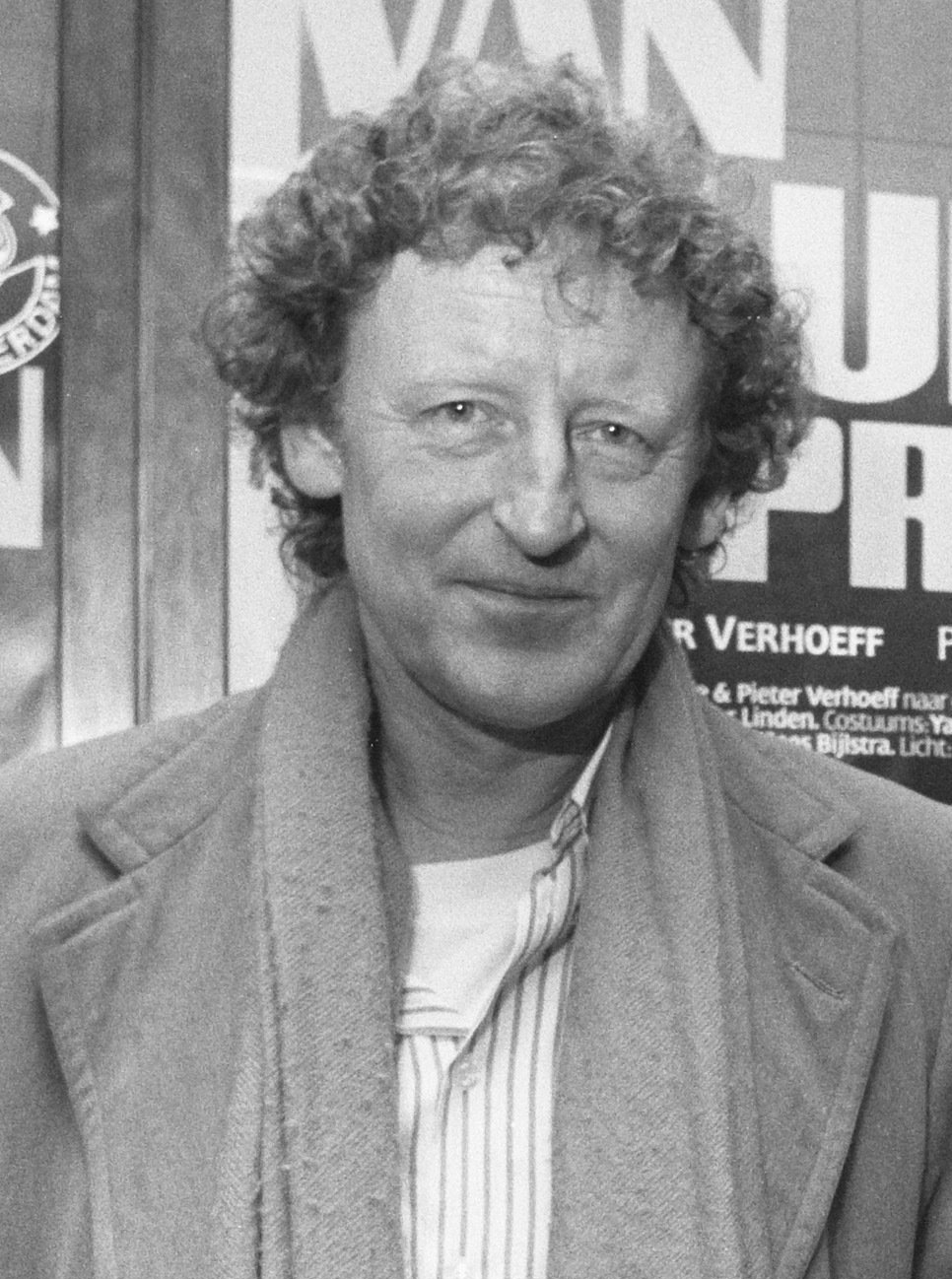
Pieter Verhoeff
overleden in 2019

- 69 – Marcus Salvius Otho (36), Romeins keizer
- 485 – Proclus (74), Grieks filosoof en wiskundige
- 818 – Bernhard van Italië (21), Frankisch koning
- 1111 – Robert van Molesme (83), Frans stichter van de kloosterorde der cisterciënzers
- 1427 – Jan IV van Brabant (24), hertog van Brabant
- 1539 – George van Saksen (67), hertog van Saksen
- 1693 – Rutger von Ascheberg (71), Zweeds gouverneur en maarschalk
- 1761 – Thomas Bayes (59), Engels wiskundige en presbyteriaans predikant
- 1790 – Benjamin Franklin (84), Amerikaans politicus en wetenschapper
- 1806 – Rienk Jelgerhuis (77), Nederlands kunstschilder
- 1838 – Johanna Schopenhauer (71), Duits schrijfster
- 1868 – Guillaume Van Volxem (76), Belgisch politicus
- 1892 – Alexander Mackenzie (70), Canadees politicus
- 1897 – Abraham Dirk Loman (73), Nederlands predikant en hoogleraar
- 1936 – Charles Ruijs de Beerenbrouck (62), Nederlands premier
- 1942 – Jean Perrin (71), Frans natuurkundige
- 1945 – Hannie Schaft (24), Nederlands verzetsstrijdster
- 1960 – Eddie Cochran (21), Amerikaans zanger
- 1966 – Co Lassche (46), Nederlands bouwer van schaatsen
- 1966 – Gérard-Octave Pinkers (67), Belgisch politicus
- 1966 – Hans Purrmann (86), Duits kunstschilder
- 1975 – Dan Ekner (48), Zweeds voetballer
- 1980 – Humberto Barbosa Tozzi (Humberto) (46), Braziliaans voetballer
- 1986 – Paul Costello (91), Amerikaans roeier
- 1986 – Marcel Dassault (94), Frans industrieel en vliegtuigconstructeur
- 1988 – Toni Frissell (81), Amerikaans fotografe
- 1990 – Ralph Abernathy (64), Amerikaans burgerrechtenactivist
- 1990 – Anton Bicker Caarten (87), Nederlands molendeskundige en schrijver
- 1993 – Mario Maccaferri (93), Italiaans gitaarbouwer
- 1993 – Turgut Özal (65), Turks minister-president
- 1994 – Roger Sperry (80), Amerikaans psycholoog
- 1997 – Chaim Herzog (78), auteur, advocaat en president van Israël
- 1998 – Linda McCartney (56), Amerikaans fotografe
- 1998 – Harry McGurk (62), Schots psycholoog
- 2002 – Buzz Barton (85), Amerikaans autocoureur
- 2002 – Marc Siemons (35), Nederlands wielrenner
- 2003 – Mario Sandoval Alarcón (79), Guatemalteeks politicus en militair
- 2004 – Abdel Aziz al-Rantissi (56), Palestijns Hamas-leider
- 2005 – Hans Gruijters (73), Nederlands politicus
- 2007 – Kitty Carlisle Hart (96), Amerikaans actrice
- 2008 – Aimé Césaire (94), Frans dichter, toneelschrijver en politicus
- 2010 – Anna Kalouta (91), Grieks actrice
- 2010 – Alexandru Neagu (61), Roemeens voetballer
- 2011 – Luzia Hartsuyker-Curjel (85), Nederlands-Duits architect
- 2013 – Tiny Muskens (77), Nederlands bisschop
- 2014 – Gabriel García Márquez (87), Colombiaans schrijver
- 2015 – Francis George (78), Amerikaans kardinaal
- 2016 – Doris Roberts (90), Amerikaans actrice
- 2016 – Nicolas Tikhomiroff (89), Frans-Russisch fotograaf
- 2017 – Rosey (47), Samoaans professioneel worstelaar
- 2018 – Barbara Bush (92), Amerikaans first lady
- 2018 – Gérard Desanghere (70), Belgisch voetballer
- 2018 – Philibert Randriambololona (90), Malagassisch aartsbisschop
- 2019 – Alan García (69), Peruviaans politicus
- 2019 – Kazuo Koike (82), Japans stripscenarist
- 2019 – Jan Naaijkens (100), Nederlands schrijver
- 2019 – Pieter Verhoeff (81), Nederlands filmregisseur
- 2020 – Raymond Van Gestel (90), Belgisch voetballer en piloot
- 2020 – Norman Hunter (76), Brits voetballer
- 2021 – Hisham Bastawisi (69), Egyptisch rechter en politicus
- 2021 – Hester Ford (115), Amerikaans supereeuwelinge
- 2021 – Paul Helminger (80), Luxemburgs jurist, politicoloog en politicus
- 2021 – Sebastian Koto Khoarai (91), Lesothaans kardinaal
- 2022 – Polo de Haas (88), Nederlands pianist
- 2022 – Radu Lupu (76), Roemeens pianist
- 2022 – Catherine Spaak (77), Belgisch-Frans-Italiaans actrice en zangeres
- 2023 – Gilbert Bossuyt (75), Belgisch politicus
- 2023 – Rein Jansma (63), Nederlands architect

## Viering/herdenking

Onafhankelijkheidsdag
Syrië

- Pasen in 1588, 1650, 1661, 1672, 1718, 1729, 1740, 1808, 1870, 1881, 1892, 1927, 1938, 1949, 1960, 2022, 2033, 2044.
- Syrië: Onafhankelijkheidsdag (1946)
- Werelddag van de hemofilie
- Rooms-katholieke kalender:
  - Heilige Landricus (van Zinnik) († c. 730) – Gedachtenis (in bisdom Doornik)
  - Heilige Kateri Tekakwitha († 1680)
  - Zalige Geerwijn van Oudenburg († 1117)
  - Zalige Maria(n)na (van Jezus) († 1624)

## Weerextremen

### Nederland
| | Officiële records | Officiële records | Officiële records |      | Landelijke records | Landelijke records | Landelijke records |
| Gebeurtenis | Jaar              | Extreem           | Locatie           | Jaar | Extreem            | Locatie            |                    |
| --- | ----------------- | ----------------- | ----------------- | ---- | ------------------ | ------------------ | ------------------ |
| Laagste etmaalgemiddelde temperatuur (°C) | 1903              | 2,1               | De Bilt           |      | 1966               | 1,7                | Eelde              |
| Hoogste etmaalgemiddelde temperatuur (°C) | 1968              | 16,6              | De Bilt           |      | 1949               | 20,2               | Maastricht         |
| Laagste minimumtemperatuur (°C) | 1921              | −3,1              | De Bilt           |      | 2012               | −4,4               | Twenthe            |
| Hoogste minimumtemperatuur (°C) | 1934              | 11,9              | De Bilt           |      | 1964               | 13,5               | Maastricht         |
| Laagste maximumtemperatuur (°C) | 1966              | 5,1               | De Bilt           |      | 1966               | 2,9                | Eelde              |
| Hoogste maximumtemperatuur (°C) | 1949              | 23,9              | De Bilt           |      | 1949               | 28,2               | Maastricht         |
| Hoogste uurgemiddelde windsnelheid (m/s) | 1936              | 14,4              | De Bilt           |      | 1936               | 20,6               | De Kooy            |
| Hoogste windstoot (m/s) | 1963              | 17,5              | De Bilt           |      | 1991               | 22,1               | IJmuiden           |
| Langste zonneschijnduur (uur) | 2022              | 13,2              | De Bilt           |      | 1942               | 13,4               | Eelde              |
| Langste neerslagduur (uur) | 1992              | 16,0              | De Bilt           |      | 1992               | 17,0               | Schiphol           |
| Hoogste etmaalsom van de neerslag (mm) | 1965              | 27,1              | De Bilt           |      | 1965               | 27,1               | De Bilt            |
| Laagste etmaalgemiddelde relatieve vochtigheid (%) | 2003              | 37                | De Bilt           |      | 2003               | 34                 | Eindhoven          |
| Laagste uurwaarde luchtdruk op zeeniveau (hPa) | 1998              | 989,3             | De Bilt           |      | 1998               | 987,4              | Vlissingen         |
| Hoogste uurwaarde luchtdruk op zeeniveau (hPa) | 1955              | 1034,4            | De Bilt           |      | 1955               | 1036,0             | De Kooy            |
| Officiële records worden altijd gemeten op het KNMI-weerstation in De Bilt. Landelijke records kunnen worden gemeten op elk officieel KNMI-weerstation in Nederland. |                   |                   |                   |      |                    |                    |                    |

Uitzonderlijke gebeurtenissen
- 1941 - Eerste officiële zachte dag van het jaar (maximumtemperatuur ≥ 15 °C in De Bilt)
- 1945 - Eerste landelijke zomerse dag van het jaar gemeten in Maastricht (maximumtemperatuur ≥ 25 °C op een officieel weerstation)
- 1948 - Eerste officiële warme dag van het jaar (maximumtemperatuur ≥ 20 °C in De Bilt)
- 1996 - Eerste officiële warme dag van het jaar (maximumtemperatuur ≥ 20 °C in De Bilt)
- 2024 - Officieel laagste maximumtemperatuur in °C van april dit jaar gemeten in De Bilt: 9,9 (voorlopig)
- 2024 - Landelijk laagste maximumtemperatuur in °C van april dit jaar gemeten in Stavoren: 8,6 (voorlopig)

### België
Dagrecords
- 1903 - Laagste etmaalgemiddelde temperatuur 1,2 °C
- 1949 - Hoogste etmaalgemiddelde temperatuur 19,6 °C
- 1842 - Laagste minimumtemperatuur −2,9 °C
- 1949 - Hoogste maximumtemperatuur 28,7 °C[8]
- 1934 - Hoogste etmaalsom van de neerslag 18 mm

Uitzonderlijke gebeurtenissen
- 1949 - Maximumtemperatuur 28,7 °C in Ukkel.

<< · 1 · 2 · 3 · 4 · 5 · 6 · 7 · 8 · 9 · 10 · 11 · 12 · 13 · 14 · 15 · 16 · 17 · 18 · 19 · 20 · 21 · 22 · 23 · 24 · 25 · 26 · 27 · 28 · 29 · 30 · >>